# العلاقات الأيرلندية الجنوب إفريقية
العلاقات الأيرلندية الجنوب أفريقية هي العلاقات الثنائية التي تجمع بين جمهورية أيرلندا وجنوب أفريقيا.

## مقارنة بين البلدين
هذه مقارنة عامة ومرجعية للدولتين:
| وجه المقارنة                                              | جمهورية أيرلندا                                       | جنوب أفريقيا |
| --------------------------------------------------------- | ----------------------------------------------------- | --- |
| المساحة (كم2)                                             | 70.27 ألف                                             | 1.22 مليون |
| عدد السكان (نسمة)                                         | 4.76 مليون                                            | 57.73 مليون |
| الكثافة السكانية (ن./كم²)                                 | 67.74                                                 | 47.32 |
| العاصمة                                                   | دبلن                                                  | بريتوريا، بلومفونتين، كيب تاون |
| اللغة الرسمية                                             | اللغة الأيرلندية، لغة إنجليزية، الإنجليزية الأيرلندية | لغة إنجليزية، اللغة الأفريقانية، اللغة النديبلي الجنوبية، اللغة السوثو الشمالية، اللغة السوتية، لغة سوازي، اللغة التسونجا، اللغة التسوانية، اللغة الفيندية، اللغة الكوسية، اللغة الزولوية |
| العملة                                                    | جنيه أيرلندي، يورو، عملات اليورو الأيرلندية           | راند جنوب أفريقي |
| الناتج المحلي الإجمالي (بليون دولار)                      | 333.73 مليار                                          | 349.42 مليار |
| الناتج المحلي الإجمالي (تعادل القوة الشرائية) بليون دولار | 318.16 مليار                                          | 725.91 مليار |
| الناتج المحلي الإجمالي الاسمي للفرد دولار أمريكي          | 61.13 ألف                                             | 5.72 ألف |
| الناتج المحلي الإجمالي للفرد دولار أمريكي                 |                                                       | 13.05 ألف |
| مؤشر التنمية البشرية                                      | 0.916                                                 | 0.666 |
| رمز المكالمات الدولي                                      | +353                                                  | +27 |
| رمز الإنترنت                                              | .ie                                                   | .za |
| المنطقة الزمنية                                           | 00، ت ع م+01:00، أوروبا/دبلن ‏                         | ت ع م+02:00، أفريقيا/جوهانسبرغ ‏ |

## منظمات دولية مشتركة
يشترك البلدان في عضوية مجموعة من المنظمات الدولية، منها:
| علم المنظمة | اسم المنظمة                        | تاريخ انضمام جمهورية أيرلندا | تاريخ انضمام جنوب أفريقيا |
| ----------- | ---------------------------------- | ---------------------------- | ------------------------- |
|             | مؤسسة التنمية الدولية              | 22 ديسمبر 1960               | 12 أكتوبر 1960            |
|             | نظام تحكم تكنولوجيا القذائف        | 1992                         | 1995                      |
|             | وكالة ضمان الاستثمار متعدد الأطراف | 27 أكتوبر 1989               | 10 مارس 1994              |
|             | يونسكو                             | 3 أكتوبر 1961                | 4 نوفمبر 1946             |
|             | الأمم المتحدة                      | 14 ديسمبر 1955               | 7 نوفمبر 1945             |
|             | الفريق المعني برصد الأرض           | ?                            | ?                         |
|             | الاتحاد البريدي العالمي            | ?                            | ?                         |
|             | البنك الدولي للإنشاء والتعمير      | 8 أغسطس 1957                 | 27 ديسمبر 1945            |
|             | المنظمة الهيدروغرافية الدولية      | ?                            | ?                         |
|             | الاتحاد الدولي للاتصالات           | 8 ديسمبر 1923                | 1910                      |
|             | منظمة حظر الأسلحة الكيميائية       | ?                            | ?                         |
|             | مؤسسة التمويل الدولية              | 11 سبتمبر 1958               | 3 أبريل 1957              |
|             | منظمة التجارة العالمية             | ?                            | 1995                      |
|             | مجموعة الموردين النوويين           | ?                            | ?                         |
|             | منظمة الشرطة الجنائية الدولية      | ?                            | ?                         |

## أعلام
هذه قائمة لبعض الشخصيات التي تربطها علاقات بالبلدين:
- أثول فيجارد (كاتب مسرحي جنوب أفريقي، 11 يونيو 1932[23][24][25] – )
- ألبرت نولان (قس جنوب أفريقي، 1934[26] – )
- أوين ماكان (كهنوت جنوب أفريقي، 26 يونيو 1907 – 26 مارس 1994[27])
- تانيت فينيكس (24 سبتمبر 1984 – )
- روب هيرنغ (لاعب رغبي أيرلندي، 27 أبريل 1990 – )
- روبي ليبراندت (ملاكم جنوب أفريقي، 25 يناير 1913 – 1 أغسطس 1966)
- روي إنغرام (ملاكم من المملكة المتحدة، 19 نوفمبر 1900 – 1972)
- شارلين أميرة موناكو (25 يناير 1978 – )
- شون بيرغن (29 يونيو 1948[28] – 1 سبتمبر 2012)
- كاسبار لي (24 أبريل 1994 – )
- مايك كونيل (لاعب كرة قدم جنوب أفريقي، 1 نوفمبر 1956 – )
- ويليام بورتر (15 سبتمبر 1805 – 1880[29][30])

## وصلات خارجية
- موقع وزارة الخارجية الأيرلندية
- موقع وزارة الخارجية الجنوب أفريقية